# ایمان شیرازی
ایمان شیرازی (انگلیسی: Iman Shirazi؛ زادهٔ ۱۱ مارس ۱۹۹۲) یک بازیکن فوتبال است.
از باشگاه‌هایی که در آن بازی کرده‌است می‌توان به باشگاه فوتبال ذوب‌آهن اصفهان، باشگاه فوتبال راه‌آهن و باشگاه فوتبال گیتی‌پسند اصفهان و تیم ملی فوتبال نوجوانان ایران اشاره کرد.
وی همچنین در تیم ملی فوتبال نوجوانان ایران بازی کرده است.